# Runnin' Out of Fools
Runnin' Out of Fools è un album della cantante statunitense Aretha Franklin, pubblicato dall'etichetta discografica Columbia il 16 novembre 1964.
L'album è prodotto da Clyde Otis, mentre gli arrangiamenti sono curati da Belford Hendricks che dirige l'orchestra.
Dal disco viene tratto il singolo omonimo.

## Tracce

### Lato A
1. Mockingbird
2. How Glad I Am
3. Walk On By
4. Every Little Bit Hurts
5. The Shoop Shoop Song (It's in His Kiss)
6. You'll Lose a Good Thing

### Lato B
1. I Can't Wait Until I See My Baby's Face
2. It's Just a Matter of Time
3. Runnin' Out of Fools
4. My Guy
5. Two Sides of Love
6. One Room Paradise